# Нальди, Нальдо
Нальдо Нальди (31 августа 1439 — после 1513) — итальянский писатель и поэт.

## Биография
Родился во Флоренции. Получил гуманитарное образование со специализацией на латыни под руководством Аламаньо Ринуччини. Писать начал очень рано, в начале 1450-х годов, и уже в 1460-х годах участвовал в конкурсах элегий. Был лоялен к правящей во Флоренции семье Медичи. В начале 1470-х годов из-за финансовых трудностей был вынужден покинуть Флоренцию, предположительно жил некоторое время во Франции (работая в Форли клерком или секретарём), к февралю 1477 года вернулся в родной город. В 1478 году отправился в Венецию, где учительствовал (однако не установлено, где именно). Во Флоренцию вернулся в начале 1480-х годов, однако право преподавать получил не сразу и только в 1483 году был допущен к преподаванию риторики и грамматики, а 16 октября 1484 года был назначен профессором поэзии и красноречия и занимал эту должность до 1 ноября 1489 года. В ноябре 1489 года уехал в Венецию, где оставался до 1497 года, а затем опять вернулся во Флоренцию. Последние упоминания о нём датированы 1513 годом.
Из его сочинений наиболее известны дидактическая поэма, посвященная описанию библиотеки в Буде, «Послание Матвею Корвину» (написано между 1488 и 1490 годами) и «Жизнеописание Джианноццо Манетти», помещённое в «Thesaurus» Бурманна (том IX) и в сборнике Муратори (том XX).